# Flabeg
Flabeg ist ein Unternehmen in der Glasveredelung. Haupttätigkeit ist das Biegen und Beschichten von Glas.

## Geschichte

Aktie über 1000 RM der Spiegelglas Union AG vom Mai 1942

1882 wurde die Further Glashütte durch die Brüder Alois und Eduard Kupfer und deren Schwager Sigmund Glaser mit drei Spiegelglasöfen neu gegründet. 1905 kam es zur Entstehung der „Spiegelglasfabriken Bechmann-Kupfer AG“ durch Zusammenschluss der Spiegelglashütte Furth im Wald und dem Unternehmen Bechmann mit dem Verwaltungssitz in Fürth/Bayern. Im NS-Staat schieden bis 1935 alle jüdischen Vorstandsmitglieder bis auf eines aus. 1935 übernahmen Opel und die Unionbank die vormals in jüdischem Eigentum befindlichen Aktien des Unternehmens und damit die Aktienmehrheit. Im Mai 1936 schied Paul Bechmann als letzter Vertreter der einstigen Gründerfamilien aus dem Vorstand aus. Auf Betreiben des Reichswirtschaftsministeriums erfolgte 1940 der Zusammenschluss der deutschen Spiegelglasindustrie zu einem Syndikat, in das auch die Bayrischen Spiegelglasfabriken einbezogen waren. 1942 begann ein Übernahmeprozess für das Glaswerk Mirrolyt im tschechischen Kutterschitz. Der Name „Bayrische Spiegelglasfabriken“ wurde 1942 per Beschluss der Hauptversammlung in „Spiegelglas Union AG“ mit Sitz in Fürth/Bayern geändert. Im Oktober 1942 erfolgte die Angliederung der Böhmischen Spiegelglaswerke AG im tschechischen Teplitz-Schönau.
Das erste kontinuierlich arbeitende Spiegelbelegeband in Europa wurde 1953 in Betrieb genommen. 1954 erfolgte die Umfirmierung zur „Unionglas AG“ mit dem neuen Hauptaktionär Delog (Deutsche Libbey-Owens-Gesellschaft für maschinelle Glasherstellung). Seit der kompletten Übernahme 1967 firmierte die Unionglas als GmbH.
Die Delog in Gelsenkirchen und Detag in Fürth/Bayern fusionierten 1970 zur Flachglas AG mit Sitz in Gelsenkirchen. 1971 wurde das Unternehmen Schulze in Herford aufgekauft. Es erfolgte die Fusion der drei bedeutendsten Unternehmen in der Flachglas verarbeitenden Industrie in der Bundesrepublik Deutschland (Unionglas GmbH (Furth im Wald), Westdeutsche Spiegelfabriken GmbH (Sende) und Flabeg GmbH (Fürth)) und die Umbenennung in „Spiegelunion Flabeg GmbH“. Das Unternehmen wurde eine Tochter der „Flachglas AG“. 1978 erfolgte eine weitere Umbenennung des Unternehmens in Flabeg GmbH.
Pilkington übernahm 1980 die Flachglas AG; damit wurde Flabeg ebenfalls Mitglied des Pilkington-Konzerns. Flabeg löste sich 2000 durch ein Management-Buy-out aus der Pilkington-Gruppe und wurde zur eigenständigen Flabeg GmbH & Co. KG. 2008 wurde die Unternehmensform in Flabeg GmbH geändert. 2009 erfolgte eine Werkseröffnung von Flabeg Solar US Corporation in Pittsburgh (USA) zur Herstellung von Solarspiegeln für alle CSP-Applikationen (Solartürme, Solar-Stirling, Parabolrinnen), zusätzliche wurden die Kapazitäten für Solarspiegel in Europa erweitert. 2010 erweiterte Flabeg seine Kompetenzen hinsichtlich ingenieurstechnischer Dienstleistungen bei Parabolrinnen.
2009/2010 erzielte die Firmengruppe mit weltweit ca. 1.800 Mitarbeitern einen Umsatz von 170 Mio. Euro, davon 90 % im Ausland. Mit einigen Produkten war das Unternehmen Weltmarktführer.
2013 stellt sich die FLABEG neu auf und fokussiert sich von nun an auf Spiegel und Gläser im Automobilbereich. Unter der „FLABEG Automotive Holding“ werden die Gesellschaften im Jahr 2015 zusammengeführt.
Im Mai 2020 musste das Unternehmen infolge der Krise in der Automobilbranche Insolvenz anmelden und wurde aus diesem Verfahren heraus von dem luxemburgischen Investmentunternehmen Cordet übernommen, das Kapital institutioneller Anleger in mittelständische europäische Unternehmen investiert.
Aus der Insolvenz gingen in Deutschland ab Oktober 2020 zwei neue Gesellschaften hervor. Es gibt seitdem die Flabeg Automotive Glass Group GmbH (Standort Nürnberg), zu der unter anderem auch die im Oktober 2020 neu gegründete Flabeg Automotive Germany GmbH (Produktionsstandort Furth im Wald) gehört. Der Standort Furth im Wald ist der führende Technologiestandort der Flabeg-Gruppe.

## Unternehmen
Die Holdinggesellschaft FLABEG Group Holdings GmbH befand sich bis zum 29. Juli 2024 im vollständigen Eigentum der Luxemburger Gesellschaft Cordet Equity S.a r.l. An diesem Datum übernahm die HAT Blue GmbH, München, die Mehrheit der Holding. HAT Blue befindet sich im Eigentum der auf Insolvenzen und Sanierungen spezialisierten Rechtsanwaltsgesellschaft Anchor, Ulm.  Am 30. Juli 2024 eröffnete das Amtsgericht Nürnberg das vorläufige Insolvenzverfahren für die Flabeg Automotive Germany GmbH. Zum 1. Oktober 2024 eröffnete das Amtsgericht Nürnberg das Regelinsolvenzverfahren. Am 30. Dezember 2024 übernahm HAT Blue die restlichen bei Cordet Equity verbliebenen Anteile.

## Aktivitäten

### Beschichtung

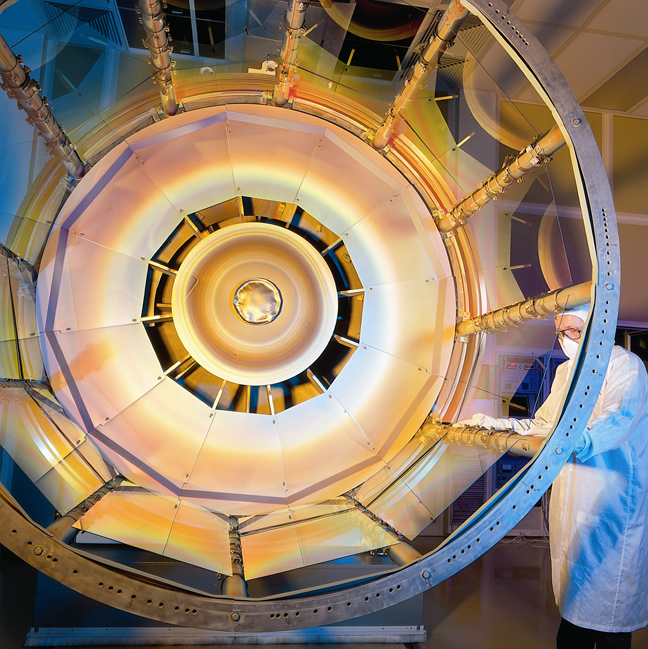
Der Drehkorb der Batch-Anlage rotiert mit den eingehängten zu beschichtenden Gläsern; die Beschichtung wird in mehreren Umläufen des Drehkorbes aufgebracht.

Die Entwicklung von Dünnschichttechnologien zählt zu den Schwerpunkten der Flabeg-Forschung. Hierbei kommen Verfahren der physikalischen Gasphasenabscheidung (kurz PVD), genauer Elektronenstrahlbedampfung und Sputtern (Sputterdeposition, Kathodenzerstäubung), sowie reaktive Varianten dieser Prozesse zum Einsatz.
Flabeg betreibt das Elektronenstrahlverdampfen im Batch-Betrieb. Neben Metallen und Oxiden in reaktiver Atmosphäre können auch Fluoride und Sulfide gedampft werden.
Die Magnetronsputteranlage von Flabeg eignet sich gleichermaßen für Heiß- und Kaltprozesse, d. h. Beschichtungsvorgänge, bei denen das Glas auf eine Temperatur von bis zu 300 °C erwärmt wird, sowie Beschichtungsvorgänge von nicht erwärmtem Glas. Flabeg sputtert alle relevanten Materialien:
- Metallische Beschichtungen
- Hochtransparente oxidische Schichten
- Nitridische Schichten
- Mischschichten aus definierten Verhältnissen von Sauerstoff und Stickstoff
- Transparente leitfähige Indiumzinnoxid-Beschichtungen (für Glassubstrate bis zu 2,70 m × 1,80 m)

Eingesetzt wird dies unter anderem für die Herstellung hochisolierender und hochresistenter Siliziumoxidschichten als Basismaterial für optische Funktionsschichten wie bspw. Antireflexsysteme herstellen.
Die damit erzielte Entspiegelung beträgt > 99 %. Typische Anwendungen für entspiegeltes Glas im Automobilbereich sind Abdeckgläser für Armaturen und Kombiinstrumente, die eine reflexionsfreie Sicht auf Autoinstrumente, wie bspw. Tachometer u. ä. gewähren (Flabeg RControl®). Weitere Anwendungen sind Abdeckungen für Bildschirme, Displays u. ä., sowie sogenanntes Museumsglas (Flabeg ARTControl®), entspiegeltes Glas für hochwertige Kunstwerke. Für letztere Anwendung wird als weitere Funktionsschicht ein UV-Schutz aufgebracht.

### Biegen
Generell stehen der Glasverarbeitung zwei Biegeverfahren zur Verfügung. Beim Pressbiegen wird das Glas in einem Rundtaktofen auf eine Temperatur von ca. 620 °C erwärmt, ehe es mit einem Pressstempel geformt wird. Beim Senkbiegen wird das Glas in einem Durchlaufofen auf Temperaturen von etwa 650 °C gebracht. Die Biegung des Glases in die entsprechende Form erfolgt dabei alleine durch die Schwerkraft des Glases. Mit dem Präzisionsbiegen von Außenspiegelgläsern von Autos und Nutzfahrzeugen konnte der sogen. „tote Winkel“ abgeschafft werden.
Auch bei der Anwendung Solarspiegel ist das Präzisionsbiegen ein wichtiger Funktions- und Qualitätsparameter. In den 1970er Jahren startete Flabeg erste Aktivitäten in diesem Bereich. Die ersten solarthermischen Kraftwerke (SEGS I-IX), die in den 1980er Jahren in der Mojave-Wüste in Kalifornien gebaut wurden, sind mit diesen Spiegeln ausgestattet.

### Kraftwerke
Die Solarsparte des Unternehmens lieferte bis Ende 2016 Solarspiegel für Sonnenwärmekraftwerke (sowohl Parabolrinnen als auch Fresnel-Kollektoranlagen), Solartürme (Heliostaten)- und Solar-Stirling-Anlagen.

## Belege
1. ↑  Stuttgarter NS-Kurier vom 13. Dezember 1935, Seite 19, abgerufen über deutsche-digitale-bibliothek.de am 17. Januar 2025, Direktlink.
2. ↑  Schwäbischer Merkur vom 23. August 1936, Seite 15, abgerufen über deutsche-digitale-bibliothek.de am 17. Januar 2025, Direktlink.
3. ↑  Kölnische Zeitung vom 21. August 1941, Seite 3, abgerufen über deutsche-digitale-bibliothek.de am 17. Januar 2025, Direktlink.
4. ↑  Hamburger Fremdenblatt vom 12. Mai 1942, Seite 1, abgerufen über deutsche-digitale-bibliothek.de am 17. Januar 2025, Direktlink.
5. ↑  Hamburger Tageblatt vom 19. Mai 1942, Seite 4, abgerufen über deutsche-digitale-bibliothek.de am 17. Januar 2025, Direktlink.
6. ↑  Kölnische Zeitung vom 9. März 1943, Seite 3, abgerufen über deutsche-digitale-bibliothek.de am 17. Januar 2025, Direktlink.
7. ↑  Florian Langenscheidt, Bernd Venohr (Hrsg.): Lexikon der deutschen Weltmarktführer. Die Königsklasse deutscher Unternehmen in Wort und Bild. Deutsche  Standards Editionen, Köln 2010, ISBN 978-3-86936-221-2.
8. ↑  Chance für Flabeg, Nürnberger Zeitung vom 2. Oktober 2020.
9. ↑  Gesellschafterliste Youco F20-H219 Vorrats GmbH, Urkundenrolle 87/2020 Notariat Karsten Müller-Eising, Frankfurt am Main, Amtsgericht Nürnberg, abgerufen über handelsregister.de am 18. Januar 2025.
10. ↑  Liste der Gesellschafter FLABEG Group Holdings GmbH, Urkundenrolle 245/2024 Notariat Gero Pfeiffer, Frankfurt am Main, Amtsgericht Nürnberg, abgerufen über handelsregister.de am 18. Januar 2025.
11. ↑  Geselschafterlisten der Gesellschaften HAT Blue GmbH und Anchor Management GmbH, abgerufen über handelsregister.de am 18. Januar 2025.
12. ↑  Insolvenzbekanntmachung vom 30. Juli 2024, abgerufen über neu.insolvenzbekanntmachungen. de am 18. Januar 2025.
13. ↑  Insolvenzbekanntmachung vom 1. Oktober 2024, abgerufen über neu.insolvenzbekanntmachungen. de am 18. Januar 2025.
14. ↑  Liste der Gesellschafter FLABEG Group Holdings GmbH, Urkundenrolle 469/2024 Notariat Gero Pfeiffer, Frankfurt am Main, Amtsgericht Nürnberg, abgerufen über handelsregister.de am 18. Januar 2025.
15. ↑  Photovoltaikmarkt beginnt sich zu stabilisieren, VDI nachrichten vom 1. Dezember 2006.
16. ↑  Gebäudetechnik: Forscher und Firmen entwickeln Glasfenster, die den Lichteinfall selbsttätig dosieren, VDI nachrichten vom 16. Juli 1999.
17. ↑  Solarkraftwerke vor neuem Start, VDI nachrichten vom 14. Januar 2005.
18. ↑  Flabeg stellt Antrag auf Insolvenz, Straubinger Tagblatt vom 13. Mai 2020.

Koordinaten: 49° 26′ 0,3″ N, 11° 3′ 19,6″ O